# Lay Down (Candles in the Rain)
Lay Down (Candles in the Rain) is een nummer van de Amerikaanse singer-songwriter Melanie. Het nummer werd uitgebracht op haar album Candles in the Rain uit 1970. Op 7 maart van dat jaar werd het nummer uitgebracht als de eerste single van het album.

## Achtergrond
Lay Down (Candles in the Rain) is geschreven door Melanie Safka en geproduceerd door Peter Schekeryk. Melanie schreef het nummer nadat zij in augustus 1969 optrad op het festival Woodstock en de tekst gaat over het gevoel dat zij had toen zij over het grote aantal mensen in het publiek uitkeek. De achtergrondzang wordt verzorgd door het gospelkoor Edwin Hawkins Singers, die een jaar eerder een grote hit hadden met Oh, Happy Day.
Lay Down (Candles in the Rain) betekende de doorbraak van Melanie in de Verenigde Staten, waar het de zesde plaats in de Billboard Hot 100 behaalde. In Canada werd het een nummer 1-hit, terwijl ook in Australië en Frankrijk de top 10 werd gehaald. In Nederland bereikte het de nummer 1-positie in zowel de Top 40 als de Hilversum 3 Top 30, terwijl in Vlaanderen de vijftiende plaats in de voorloper van de Ultratop 50 werd gehaald.
Lay Down (Candles in the Rain) werd in 1995 gecoverd door Max Sharam op haar album A Million Year Girl. Deze cover werd als single uitgebracht, die in haar thuisland Australië tot plaats 36 in de hitlijsten kwam. In 1999 bracht Meredith Brooks een cover uit op haar album Deconstruction in samenwerking met Queen Latifah. Deze versie werd in een aantal landen uitgebracht als single. In Nederland kwam deze cover niet in de Top 40 terecht, maar behaalde het wel de zestiende plaats in de Tipparade, alsmede de 81e plaats in de Mega Top 100.

## Hitnoteringen

### Melanie

#### Nederlandse Top 40
| Hitnotering: 07-03-1970 t/m 30-05-1970 | Hitnotering: 07-03-1970 t/m 30-05-1970 | Hitnotering: 07-03-1970 t/m 30-05-1970 | Hitnotering: 07-03-1970 t/m 30-05-1970 | Hitnotering: 07-03-1970 t/m 30-05-1970 | Hitnotering: 07-03-1970 t/m 30-05-1970 | Hitnotering: 07-03-1970 t/m 30-05-1970 | Hitnotering: 07-03-1970 t/m 30-05-1970 | Hitnotering: 07-03-1970 t/m 30-05-1970 | Hitnotering: 07-03-1970 t/m 30-05-1970 | Hitnotering: 07-03-1970 t/m 30-05-1970 | Hitnotering: 07-03-1970 t/m 30-05-1970 | Hitnotering: 07-03-1970 t/m 30-05-1970 | Hitnotering: 07-03-1970 t/m 30-05-1970 | Hitnotering: 07-03-1970 t/m 30-05-1970 |
| Week                                   | 1                                      | 2                                      | 3                                      | 4                                      | 5                                      | 6                                      | 7                                      | 8                                      | 9                                      | 10                                     | 11                                     | 12                                     | 13                                     |                                        |
| -------------------------------------- | -------------------------------------- | -------------------------------------- | -------------------------------------- | -------------------------------------- | -------------------------------------- | -------------------------------------- | -------------------------------------- | -------------------------------------- | -------------------------------------- | -------------------------------------- | -------------------------------------- | -------------------------------------- | -------------------------------------- | -------------------------------------- |
| Positie                                | 39                                     | 9                                      | 2                                      | 1                                      | 1                                      | 2                                      | 2                                      | 5                                      | 7                                      | 9                                      | 17                                     | 26                                     | 33                                     | uit                                    |

#### Hilversum 3 Top 30
| Hitnotering: 14-03-1970 t/m 23-05-1970 | Hitnotering: 14-03-1970 t/m 23-05-1970 | Hitnotering: 14-03-1970 t/m 23-05-1970 | Hitnotering: 14-03-1970 t/m 23-05-1970 | Hitnotering: 14-03-1970 t/m 23-05-1970 | Hitnotering: 14-03-1970 t/m 23-05-1970 | Hitnotering: 14-03-1970 t/m 23-05-1970 | Hitnotering: 14-03-1970 t/m 23-05-1970 | Hitnotering: 14-03-1970 t/m 23-05-1970 | Hitnotering: 14-03-1970 t/m 23-05-1970 | Hitnotering: 14-03-1970 t/m 23-05-1970 | Hitnotering: 14-03-1970 t/m 23-05-1970 | Hitnotering: 14-03-1970 t/m 23-05-1970 |
| Week                                   | 1                                      | 2                                      | 3                                      | 4                                      | 5                                      | 6                                      | 7                                      | 8                                      | 9                                      | 10                                     | 11                                     |                                        |
| -------------------------------------- | -------------------------------------- | -------------------------------------- | -------------------------------------- | -------------------------------------- | -------------------------------------- | -------------------------------------- | -------------------------------------- | -------------------------------------- | -------------------------------------- | -------------------------------------- | -------------------------------------- | -------------------------------------- |
| Positie                                | 8                                      | 2                                      | 1                                      | 1                                      | 2                                      | 2                                      | 2                                      | 5                                      | 6                                      | 10                                     | 26                                     | uit                                    |

#### NPO Radio 2 Top 2000
| Nummer met noteringen in de NPO Radio 2 Top 2000 | '99 | '00  | '01 | '02 | '03 | '04 | '05 | '06  | '07  | '08  | '09  | '10  | '11  | '12  | '13  | '14  |
| ------------------------------------------------ | --- | ---- | --- | --- | --- | --- | --- | ---- | ---- | ---- | ---- | ---- | ---- | ---- | ---- | ---- |
| Lay Down                                         | 879 | 1070 | 928 | 781 | 809 | 861 | 996 | 1145 | 1350 | 1041 | 1587 | 1436 | 1586 | 1514 | 1636 | 1889 |

1. ↑  Een vetgedrukt getal geeft de hoogste notering aan.
2. ↑  Deze tabel is bijgewerkt tot en met de laatste editie (2024).

### Meredith Brooks

#### Mega Top 100
| Hitnotering: 11-09-1999 t/m 02-10-1999 | Hitnotering: 11-09-1999 t/m 02-10-1999 | Hitnotering: 11-09-1999 t/m 02-10-1999 | Hitnotering: 11-09-1999 t/m 02-10-1999 | Hitnotering: 11-09-1999 t/m 02-10-1999 | Hitnotering: 11-09-1999 t/m 02-10-1999 |
| Week                                   | 1                                      | 2                                      | 3                                      | 4                                      |                                        |
| -------------------------------------- | -------------------------------------- | -------------------------------------- | -------------------------------------- | -------------------------------------- | -------------------------------------- |
| Positie                                | 96                                     | 88                                     | 81                                     | 86                                     | uit                                    |